# Plectocolea ovicalyx
Plectocolea ovicalyx là một loài Rêu trong họ Jungermanniaceae. Loài này được (Stephani) S. Hatt. mô tả khoa học đầu tiên năm 1944.